# Ejército Independiente Birmano

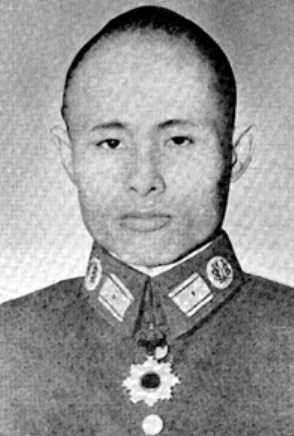
El mayor general Aung San, como Ministro de Defensa en 1943.

El Ejército Independiente Birmano (EIB) fue un ejército colaboracionista y revolucionario que luchó por el fin del control británico en Birmania al ayudar a los japoneses en su conquista del país en 1942 durante la Segunda Guerra Mundial. Fue el primer ejército poscolonial en la historia birmana. El EIB se formó a partir de un grupo conocido como los Treinta Camaradas bajo los auspicios del Ejército Imperial Japonés después de entrenar a los nacionalistas birmanos en 1941. Los intentos del EIB de establecer un gobierno durante la invasión lo disolvieron los japoneses y crearon el pequeño Ejército de Defensa de Birmania (EDB) en su lugar. Mientras Japón guiaba a Birmania hacia la independencia nominal en sus términos, el EDB fue transformado en el Ejército Nacional de Birmania (ENB) del Estado de Birmania, un estado títere bajo Ba Maw, en 1943.
Después de tener contacto secreto con los británicos durante 1944, el 27 de marzo de 1945, el ENB se rebeló contra los japoneses. El ejército recibió el reconocimiento como aliado del comandante supremo aliado, Lord Mountbatten, que necesitaba su ayuda contra la retirada de las fuerzas japonesas, y para aliviar la tensión entre el liderazgo del ejército y los británicos. Como parte de la Liga Antifascista por la Libertad del Pueblo, el ENB fue re-etiquetado como Fuerzas Patrióticas Birmanas (FPB) durante un desfile de la victoria conjunto de aliados y birmanos en Rangún el 23 de junio de 1945. Después de la guerra, después de tensas negociaciones, se decidió que el FPB se integrara en un nuevo Ejército de Birmania, pero bajo el control británico, aunque muchos veteranos continuarían bajo el antiguo liderazgo de la Organización de Voluntarios del Pueblo (OVP), durante la inestable situación de posguerra en Birmania.

## Antecedentes de Birmania
El gobierno británico en Birmania comenzó en 1824, después de lo cual los británicos aumentaron su control sobre el país e implementaron cambios significativos en el gobierno y la economía birmanas en comparación con la Birmania de la dinastía Konbaung. Los británicos derrocaron y exiliaron al rey Thibaw Min y separaron al gobierno de la Sangha budista, con grandes consecuencias en la dinámica de la sociedad birmana, y fueron particularmente devastadores para los monjes budistas que dependían del patrocinio de la monarquía. El control británico aumentó con el tiempo, por ejemplo, en 1885 bajo la Ley de Aldea Colonial, todos los birmanos, a excepción de los monjes budistas, tuvieron que saludar con un Shikko (usado solo para los ancianos, monjes y Buda) a los oficiales británicos. Estos saludos demostrarían la sumisión birmana y el respeto al gobierno británico. Además, la ley estipulaba que las aldeas proporcionarían alojamiento y comida a la llegada de militares o funcionarios civiles coloniales. Por último, contra las rebeliones en aumento, los británicos adoptaron una estrategia de "aldea estratégica", por la cual algunas aldeas fueron quemadas y desarraigaron a familias que las habían provisto con jefes, enviándolas a la baja Birmania y reemplazándolas con personas aprobadas por los británicos.
Los cambios en Birmania incluyeron el establecimiento de títulos de propiedad, el pago de impuestos a los británicos, registros de nacimientos y defunciones y la introducción de un censo que incluía información personal, incluida la relacionada con empleos y religión. El censo fue especialmente difícil para la identidad birmana debido a la variación de nombres y al hábito de los aldeanos de mudarse entre varias familias. Estas tradiciones eran muy diferentes de la cultura occidental y no eran compatibles con el censo impuesto por los británicos. La insistencia británica en la medicina occidental y la inoculación fue particularmente desagradable para los residentes nativos de Birmania. Estos cambios provocaron una mayor desconfianza hacia los británicos y, a su vez, mandatos más severos cuando se dieron cuenta de la resistencia birmana.
Un problema importante a principios de la década de 1900 fue la alienación de la tierra por parte de prestamistas indios Chettiar que se aprovechaban la situación económica en las aldeas. Al mismo tiempo, miles de trabajadores indios emigraron a Birmania y, debido a su voluntad de trabajar por menos dinero, desplazaron rápidamente a los granjeros birmanos, quienes en cambio comenzaron a delinquir. Todo esto, combinado con la exclusión de Birmania de las propuestas británicas de autogobierno limitado en las provincias indias (de las cuales Birmania era parte en ese momento), llevó a uno de los primeros grupos nacionalistas políticos, el Consejo General de Asociaciones Birmanas, que se había separado de la Asociación Budista de Hombres Jóvenes. Se boicotearon las propiedades extranjeras, y la asociación estableció tribunales en aldeas y rechazó los tribunales británicos alegando que un juicio justo tenía más garantías bajo el control del pueblo birmano. Las protestas estudiantiles, respaldadas por el clero budista, también llevaron a la creación de "escuelas nacionales" en protesta contra el sistema de educación colonial. Como resultado, los británicos impusieron restricciones a la libertad de expresión y un aumento de la fuerza policial.

### Rebelión de Hsaya
La primera gran rebelión armada y organizada ocurrió entre 1930 y 1932, y fue llamada la Rebelión de Hsaya. El exmonje Hsaya San provocó una rebelión al movilizar a los campesinos de las zonas rurales de Birmania después de las protestas contra los impuestos y la falta de respeto de los británicos hacia el budismo. El ejército colonial birmano bajo dominio británico incluía solo a minorías como los Karen, los Chin y Kachin y aisló a la mayoría de la población de Bamar. A medida que más personas se unían a la rebelión, se convirtió en una revuelta nacional que sólo terminó después de que Hsaya San fuera capturado, después de 2 años de insurrección. Él y muchos otros líderes rebeldes fueron ejecutados y encarcelados después de que la rebelión fuera sofocada. La rebelión de Hsaya provocó una gran aparición de políticas anticoloniales organizadas en Birmania durante la década de 1930.

## Aung San y Japón
Aung San era un activista estudiantil nacionalista que trabajaba por la causa de una Birmania independiente. Mientras estaba en la universidad, se convirtió en un líder político influyente y creó una nueva plataforma para estudiantes nacionalistas que querían alcanzar un Estado Independiente Birmano. En 1938 se unió al partido radical y anticolonial Dohbama Asiayone (conocido como Thakins). Después del estallido de la Segunda Guerra Mundial, los Thakins se unieron al Partido de los Pobres para crear el Bloque de la Libertad, que se oponía a colaborar con el esfuerzo de guerra británico. Los británicos negaron las demandas del Bloque de la Libertad y gran parte de su liderazgo fue encarcelado hasta la invasión japonesa en 1942. Los Thakins buscaron apoyo en otros lugares y entablaron contacto con los comunistas chinos. Aung San voló a China en 1940, un intento de formar con ellos en un ejército birmano independiente.
En 1940, el interés militar japonés en el Sudeste Asiático había aumentado, los británicos estaban prestando abiertamente asistencia militar a la China nacionalista contra la cual Japón luchaba en la segunda guerra sino-japonesa. En concreto, estaban enviando suministros por la recién abierta Carretera de Birmania. El coronel Keiji Suzuki, el oficial de personal en el Cuartel General Imperial en Japón, se le encomendó la tarea de diseñar una estrategia para el sudeste asiático y que diseñara operaciones clandestinas en Birmania. Los japoneses sabían poco de Birmania en ese momento y tenían pocos contactos dentro del país. El principal agente japonés en el país era el reservista naval Kokubu Shozo, quien había residido allí durante varios años y tenía contactos con grupos políticos antibritánicos. Suzuki visitó Birmania en secreto, haciéndose pasar por un periodista del Yomiuri Shimbun bajo el nombre Masuyo Minami, en septiembre de 1940, reuniéndose con líderes políticos thakin Kodaw Hmaing y Thakin Mya. Más tarde, los japoneses se pusieron en contacto con Aung San en China, que había llegado a Amoy cuando fue detenido por Suzuki.
Suzuki y Aung San volaron a Tokio. Después de las discusiones en el Cuartel General Imperial, en febrero de 1941 se decidió formar una organización llamada Minami Kikan, que debía apoyar a los grupos de resistencia birmanos y cerrar la Carretera de Birmania a China. Al perseguir esos objetivos, reclutarían a posibles combatientes de la independencia en Birmania y los entrenaría en territorios aliados japoneses, Tailandia o la China ocupada por los japoneses. Aung San y otros 29, los futuros oficiales y el núcleo del Ejército de Independencia de Birmania, conocidos como los Treinta Camaradas, abandonaron Birmania en abril de 1941 y fueron entrenados en la isla de Hainan en liderazgo, espionaje, guerra de guerrillas y tácticas políticas. El coronel Suzuki asumió el nombre birmano "Bo Mo Gyo" (Comandante Thunderbolt), por su trabajo con Minami Kikan.

## Formación y acciones del Ejército Independiente Birmano
El 7 de diciembre de 1941, Japón atacó a los Estados Unidos y Gran Bretaña. El 28 de diciembre, en una ceremonia en Bangkok, se formó oficialmente el Ejército Independiente Birmano (EIB). A los Treinta Camaradas, así como al coronel Suzuki, se les extrajo la sangre de los brazos, luego se vertió en un cuenco de plata y se mezcló con licor que cada uno de ellos bebió - thauk en la tradición militar birmana - y se prometieron eterna lealtad "entre sí y con la causa de la independencia birmana. El EIB inicialmente contaba con 227 birmanos y 74 japoneses. Algunos de los soldados birmanos eran residentes de segunda generación en Tailandia, que no sabían hablar birmano.

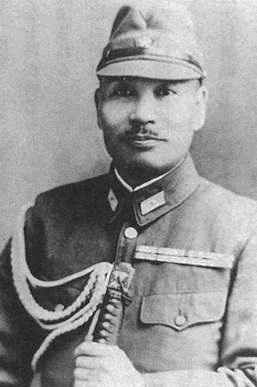
Keiji Suzuki

El EIB se dividió en seis unidades que se asignaron para participar en la invasión de Birmania en enero de 1942, inicialmente como agentes de inteligencia, saboteadores y buscadores. El líder del Ejército Independiente Birmano fue declarado junto con Keiji Suzuki como Comandante en Jefe, con Aung San como Oficial Superior de Personal. Cuando el ejército entró en Birmania, estaba formado por 2.300 hombres y se organizó de la siguiente manera.
| Unidad    | Comandantes                                                    | Tarea                                                                                                 |
| --------- | -------------------------------------------------------------- | --- |
| 1.ª y 2.ª | Keiji Suzuki, Aung San, Set Kya y Thakin Tun Oke               | Tomaría la ruta de Mae Sot a Birmania como equipos de combate con la mayoría de las fuerzas japonesas |
| 3.ª       | Bo Ne Win y el teniente Tanaka                                 | Se infiltraría en Rangún y se trasladaría a Birmania para acciones de guerrilla.                      |
| 4.ª       | Bo Hpone Myint                                                 | Iría junto con la 55.ª División japonesa y entablaría relaciones con el pueblo birmano.               |
| 5.ª       | Bo Let Ya, Bo La Yaung, y el capitán Kawashima                 | Saldría de Birmania desde Nat Eidaung cerca de Tavoy                                                  |
| 6.ª       | Bo Yan Naing, Bo Lin Yone, Bo Min Gaung y el teniente Hirayama | Pasaría por Ranong y entraría en Kawthaung, en el extremo sur de Birmania                             |

Cuando los japoneses y el EIB entraron en Birmania, el EIB obtuvo mucho apoyo de la población civil y fue reforzado por muchos voluntarios de Bamar. Esto hizo que sus números crecieran a un nivel tal que, cuando las fuerzas japonesas llegaron a Rangún el 8 de marzo, el EIB contaba entre 10.000 y 12.000 efectivos, y finalmente se expandió los entre 18.000 y 23.000. Sin embargo, muchos de los voluntarios que se unieron al EIB no fueron reclutados oficialmente, sino que eran funcionarios o incluso bandas criminales que comenzaron a llamarse EIB para promover sus propias actividades. Los japoneses proporcionaron pocas armas al EIB, pero incautaron armas británicas abandonadas o capturadas. Con la ayuda de la propaganda del EIB, Suzuki fue bien recibido por el pueblo birmano desde que se corrió la voz de que era un difunto del Príncipe de Myingun, un príncipe birmano en la línea directa de sucesión al trono birmano que había sido exiliado tras una rebelión fallida en Saigón, donde murió en 1923. La propaganda que afirmaba que Bo Mo Gyo iba a liderar la resistencia para restaurar el trono pronto se extendió por todo Birmania, lo que ayudó a aceptar a los aldeanos birmanos la participación de la ayuda japonesa en el derrocamiento de los británicos.
A lo largo de la invasión, los crecientes efectivos del EIB se vieron involucrados en ataques a poblaciones minoritarias (particularmente a los Karen) y se aprovecharon de los refugiados indios que huían de los japoneses. Sin embargo, las peores atrocidades contra los Karen fue en el delta de Irrawaddy al sur de Rangún no atribuibles a los dacoits o reclutas no organizados, sino a las acciones de un subconjunto del EIB y sus oficiales japoneses. Los elementos del EIB en Irrawaddy destruyeron 400 aldeas Karen con una cifra de muertos que llegó a 1.800. En un caso, que también se describe en las memorias de Kyaw Zaw, uno de los Treinta Camaradas, el coronel Suzuki ordenó personalmente al EIB que destruyera dos grandes aldeas Karen y matara a todos como un acto de retribución luego de que uno de sus oficiales muriera en un ataque por la resistencia antijaponesa.

### Batalla de Shwedaung

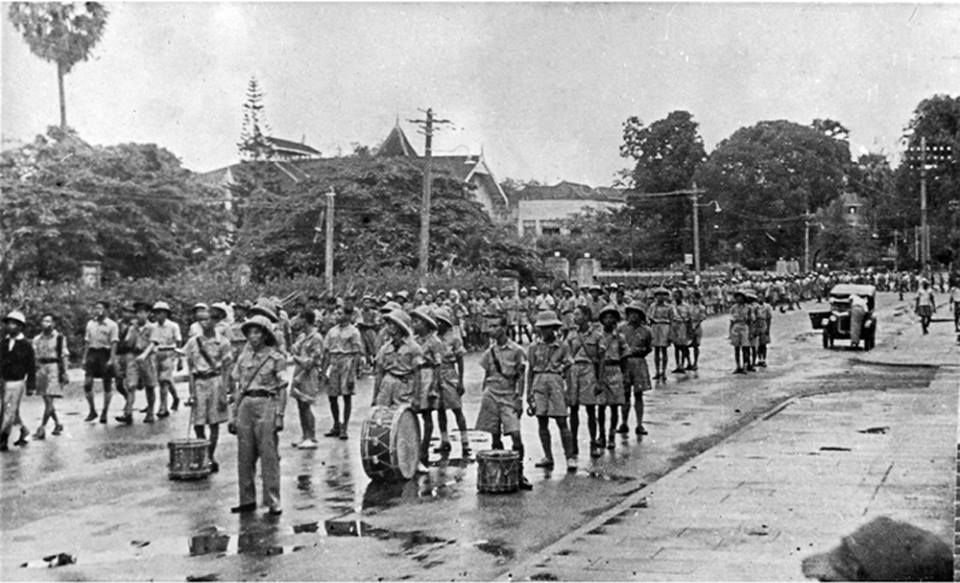
El Ejército Independiente Birmano entrando en Rangún a principios de 1942.

Una de las acciones en la que el EIB jugó un papel importante fue en Shwedaung, cerca de Prome, en el sur de Birmania. El 29 de marzo de 1942, un destacamento de la 7.ª Brigada Acorazada británica comandada por el brigadier John Henry Anstice se retiraba de la cercana Paungde. Otro destacamento de dos batallones indios fue enviado a limpiar Shwedaung, que se encontraba en la línea de retirada de Anstice y fue sostenido por el II Batallón del 215.º Regimiento japonés, comandado por el comandante Misao Sato, y 1.300 hombres pertenecientes al EIB bajo el mando de Bo Yan Naing, uno de los Treinta Camaradas. Dos oficiales de enlace japoneses llamados Hirayama e Ikeda acompañaron al EIB. Con las tropas de Anstice y las indias atacando Shwedaung desde dos flancos, los bloqueos de carreteras pronto se despejaron, pero un tiro de suerte de un cañón antitanque japonés derribó un tanque en un puente vital y obligó a los británicos a retirarse a través de campos abiertos donde Bo Yan Naing les tendió una emboscada con 400 hombres. Finalmente, las fuerzas británicas e indias se liberaron y continuaron su retirada, habiendo perdido diez tanques, dos cañones de campaña y 350 hombres muertos o heridos. Las bajas del EIB fueron altas; 60 muertos, 300 heridos, 60 capturados y 350 desaparecidos, que habían desertado. Hirayama e Ikeda fueron asesinados. La mayoría de las bajas del EIB se debieron a la inexperiencia combinada con el entusiasmo excesivo y la falta de equipamiento. Aunque el líder político birmano Ba Maw y otros más tarde elogiaron la participación del EIB en la batalla, la historia oficial japonesa nunca los mencionó.

### Tensión entre los japoneses y el EIB

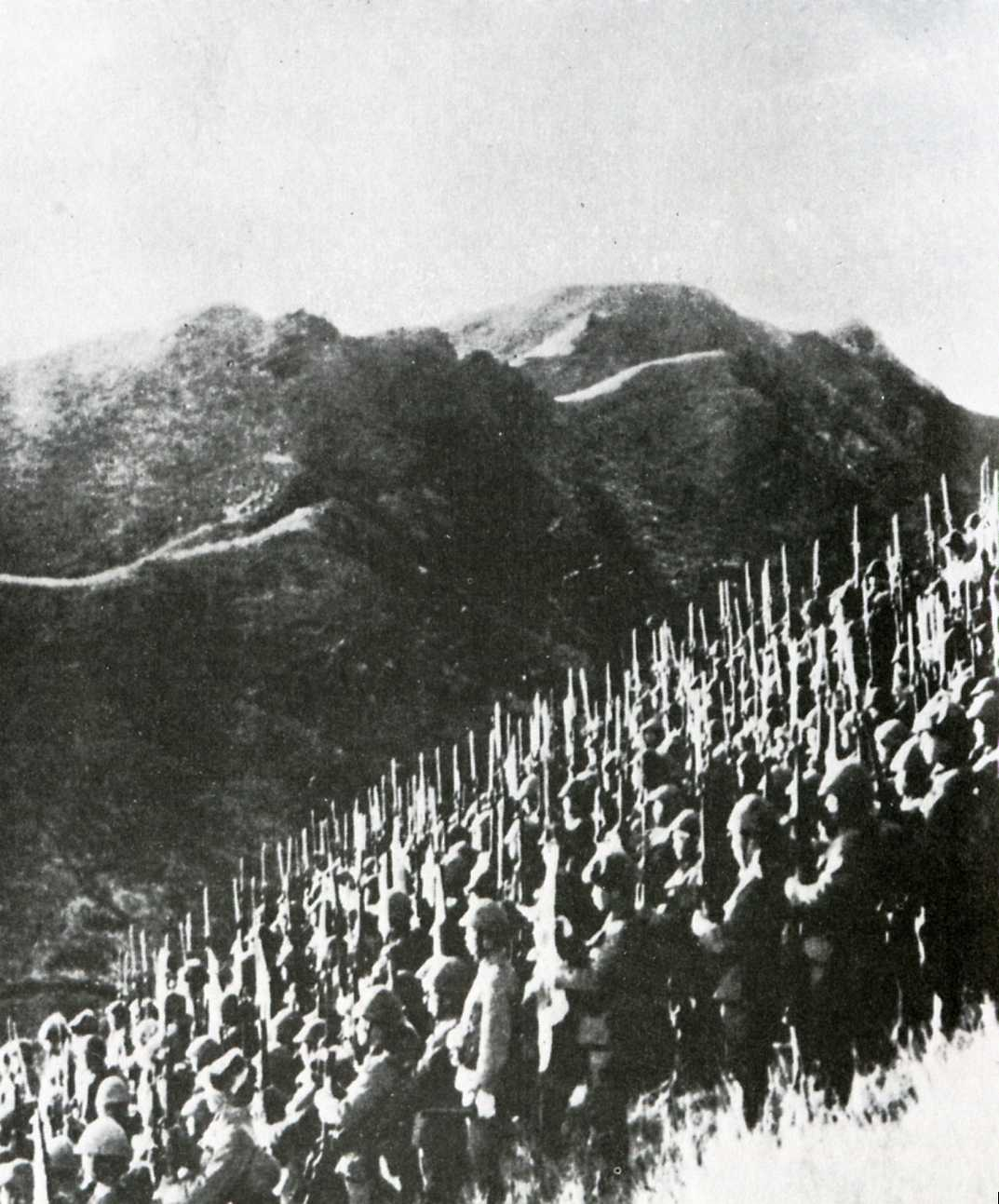
Tropas del 15.º Ejército japonés en la frontera de Birmania.

A medida que la invasión continuaba rápidamente en favor de Japón, y cada vez más territorio era capturado por el ejército que entraba en Birmania, comenzaron a ignorar la importancia del acuerdo de que si los birmanos se aliaban con los japoneses en el esfuerzo de guerra contra los británicos, Birmania sería independiente. El mando del ejército japonés pretendía formar una administración en sus propios términos, y el mando del 15.º Ejército comenzó a socavar la creación de un gobierno birmano. Thakin Tun Oke había sido seleccionado para ser el administrador político y organizador del gobierno y las disputas entre el EIB y la policía militar japonesa, el Kenpeitai, surgieron por los intentos del EIB de formar gobiernos locales en varias ciudades de Birmania. La primera disputa de este tipo habría sido sobre la administración de Moulmein. La 55.ª División de Japón había rechazado rotundamente las solicitudes birmanas para formar una administración en la ciudad, e incluso les prohibió entrar en la ciudad. Los intentos del EIB de crear un gobierno fueron apoyados por el Coronel Suzuki, quien alentó al EIB a continuar. Suzuki le dijo a (el futuro primer ministro de posguerra) U Nu que:
"La independencia no es el tipo de cosa que puedes obtener pidiéndoselo a otras personas. Debes proclamarla tú mismo. ¿Los japoneses se niegan a dártela? Muy bien, diles que cruzarás a un lugar como Twante y proclámala y configura tu gobierno. ¿Cuál es la dificultad de eso? Si comienzan a disparar, tú respondes."
Después de que las operaciones cesaran con los japoneses firmemente en el poder alrededor de junio de 1942, el Comandante japonés del 15.º Ejército, el teniente general Shōjirō Iida, se preocupó por la postura y la autoridad de Suzuki sobre el Ejército Independiente Birmano. Esto, combinado con los intentos de independencia y el crecimiento descontrolado del EIB, le llevó a orquestar el retiro de Suzuki a Japón, y el EIB fue desarmado y disuelto el 24 de julio. En su lugar, los japoneses crearon organizaciones civiles diseñadas para guiar a Birmania hacia la independencia nominal y el Ejército de Defensa de Birmania (EDB) fue reconstituido, colocado bajo el mando directo del ahora coronel Aung San con Bo Let Ya como jefe de Estado Mayor, asistido por varios asesores japoneses. Se estableció una escuela de entrenamiento de oficiales en Mingaladón y los instructores japoneses reclutaron y entrenaron a la nueva fuerza de 3.000 hombres como batallones regulares del ejército, en lugar de guerrilleros, durante la segunda mitad de 1942. Después del cambio de liderazgo, Aung Sun intentó presionar por lo que él consideraba la verdadera misión del ejército, que no era solo un grupo militar compuesto por Thakins, sino un ejército de "verdaderos patriotas independientemente del credo político o raza y dedicado a la independencia nacional."

## Transición al Ejército Nacional de Birmania

Bandera del Estado de Birmania

Después de un año de ocupación, el 1 de agosto de 1943, el recién creado Estado de Birmania recibió la independencia nominal de Japón y se convirtió en miembro de la Esfera de Coprosperidad de la Gran Asia Oriental. El Dr. Ba Maw se convirtió en jefe de Estado, un político abierto y anticolonial preso por los británicos antes de la guerra. Aung San fue nombrado ministro de Defensa en el nuevo régimen, con el nuevo rango de Mayor General y Bo Let Ya como su suplente. Bo Ne Win (que se convertiría mucho más tarde en dictador de Birmania después de la Segunda Guerra Mundial) se convirtió en Comandante en Jefe del Ejército Nacional de Birmania (ENB). El ENB finalmente consistió en siete batallones de infantería y una variedad de unidades de apoyo que creció hasta alrededor de los 11.000-15.000 hombres. La mayoría eran de la etnia Bamar, pero hubo un batallón de la minoría Karen.
Aunque Birmania era nominalmente autónoma, el poder del Estado de Birmania para ejercer su soberanía estaba en gran parte restringido por los acuerdos de tiempos de guerra con Japón. El Ejército Imperial Japonés mantuvo una gran presencia y continuó actuando arbitrariamente, a pesar de que Japón ya no tenía control oficial sobre Birmania. Las dificultades resultantes y las actitudes militaristas japonesas volvieron a la mayoría de la población birmana en contra de los japoneses. La actitud insensible del ejército japonés se extendió al ENB. Incluso los oficiales del ENB se vieron obligados a saludar a los soldados de bajo rango del Ejército Imperial Japonés como sus superiores. Aung San pronto se desilusionó con las promesas japonesas de verdadera independencia y con la capacidad de Japón para ganar la guerra. Como dijo el general británico en la campaña de Birmania, William Slim:

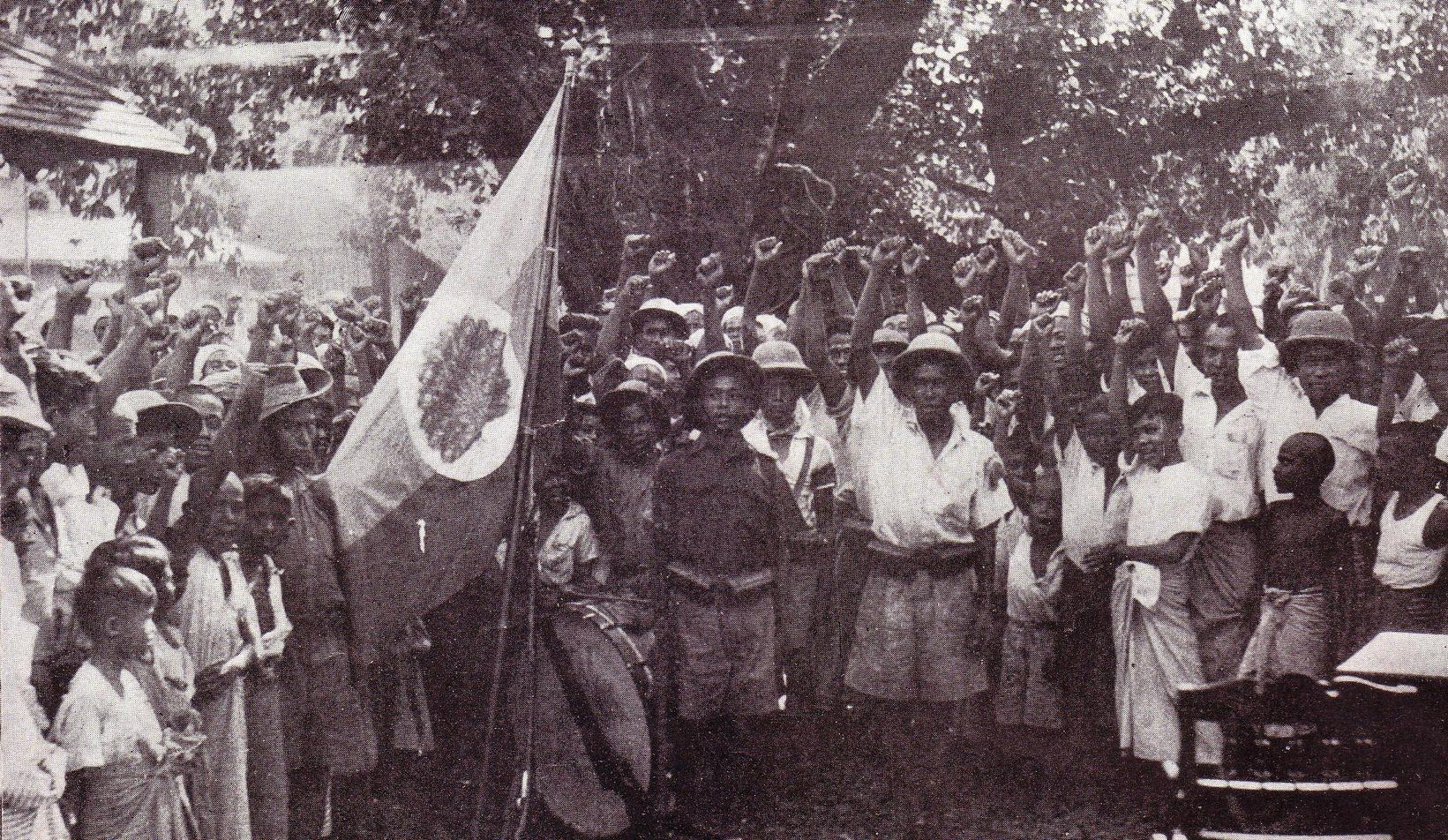
Birmano y soldados del ENB exhibiendo su bandera.

"No pasó mucho tiempo antes de que Aung San descubriera que la independencia tenía poca relación con lo que los japoneses estaban dispuestos a dar, que había cambiado un antiguo maestro por uno infinitamente más tiránico. Como me dijo uno de sus principales seguidores, "si los británicos chupaban nuestra sangre, los japoneses nos castigaban los huesos".

## Cambios de bando
Durante 1943 y 1944, el ENB hizo contactos con otros grupos políticos dentro de Birmania, entre ellos los comunistas que habían tomado las colinas en la invasión inicial. En agosto de 1944, se formó una organización de frente popular llamada Organización Antifascista (OAF) con Thakin Soe, fundador del Partido Comunista de Birmania, como líder. A través de los comunistas, Aung San finalmente pudo contactar con la Fuerza Británica 136 en la India. Los contactos iniciales siempre fueron indirectos. La Fuerza 136 también pudo hacer contactos con miembros de la unidad Karen del ENB en Rangún a través de agentes lanzados en paracaídas en el estado de Karenni, el área poblada por Karen en el este de Birmania. En diciembre de 1944, la OAF se contactó con los Aliados indicando que estaban dispuestos un levantamiento nacional que incluiría al ENB. La situación no fue considerada inmediatamente favorable, por parte de los británicos, para una revuelta del ENB y hubo disputas internas sobre el apoyo del ENB entre ellos. Los británicos tenían reservas sobre el trato con Aung San. En contraste con la Fuerza 136, algunos funcionarios del Departamento de Asuntos Civiles en el Mando del Sudeste Asiático querían que lo intentaran por sus actividades de preguerra, y por asesinato en 1942, en el que había asesinado personalmente a un civil de ascendencia india. El jefe de la aldea de Thebyugone, frente a una gran multitud. El general William Slim escribió más tarde:
"Aceptaría la ayuda de [Aung San] y la de su ejército solo en el caso de que no implicase ningún reconocimiento de ningún gobierno provisional ... El gobierno británico había anunciado su intención de otorgar un gobierno autónomo a Birmania dentro de la Commonwealth británica. "Y es mejor que limitemos nuestra discusión al mejor método para expulsar a los japoneses del país como el próximo paso hacia el autogobierno".
A fines de marzo de 1945, el resto del ENB desfiló en Rangún y marchó aparentemente para participar en las batallas que se libraban en el centro de Birmania. En cambio, el 27 de marzo, declararon abiertamente la guerra a los japoneses y se alzaron en una rebelión en todo el país. Las unidades del ENB se desplegaron en todo el país bajo diez mandos regionales diferentes. Los que estaban cerca de las líneas del frente británicas alrededor del río Irawadi solicitaron armas y suministros a las unidades aliadas que operaban en esta área. También tomaron el control de las instituciones civiles en la mayoría de las ciudades principales. Aung San y otros, posteriormente iniciaron negociaciones con el Comandante Supremo Aliado Lord Mountbatten y se unieron oficialmente a los Aliados como las Fuerzas Patrióticas de Birmania (FPB) el 23 de junio de 1945. En la primera reunión, la OAF se presentó ante los británicos como el gobierno provisional de Birmania con Thakin Soe como presidente y Aung San como miembro de su comité de gobierno.
| Región | Geografía                            | Comandante militar | Consejero político  |
| ------ | ------------------------------------ | ------------------ | ------------------- |
| 1      | Prome, Henzada, Tharawadi, Insein    | Aung San           | Thakin Ba Hein      |
| 2      | Pyapon, delta del Este del Tharawadi | Ne Win             | Thakin Soe          |
| 3      | Delta del oeste del Tharawadi        | Saw Kya Doe        |                     |
| 4      | Hanthawaddy, sur de Toungoo          | Kyaw Zaw           | Thakin Chit         |
| 5      | Tavoy–Mergui                         | Tin Tun            | Thakin Ba Thein Tin |
| 6      | Pyinmana–Meiktila                    | Bo Ye Htut         | Thakin Kyaw Nyein   |
| 7      | Thayet–Minbu                         | Bo Hmu Aung        | Thakin Tin Mya      |
| 8      | Upper Burma                          | Bo Ba Htoo         |                     |

## Consecuencias

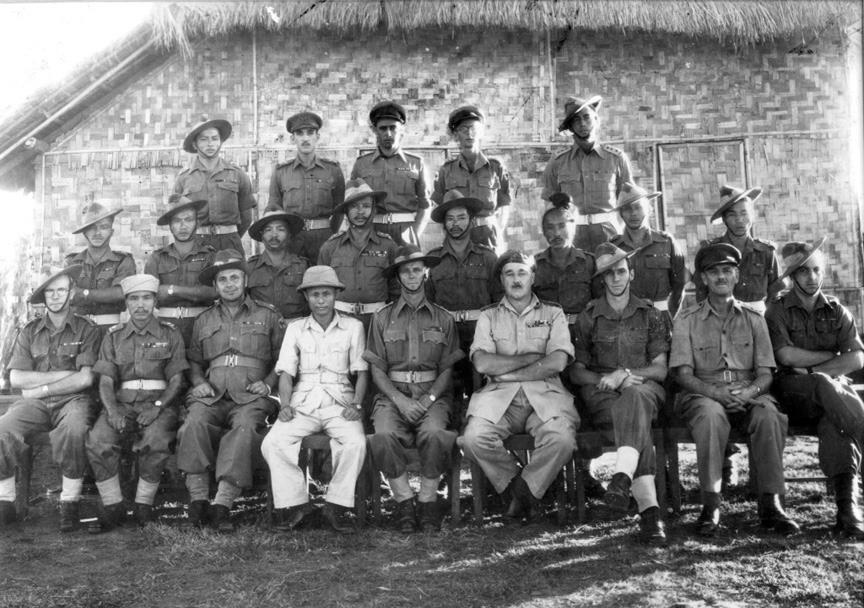
Aung San (en color caqui brillante) con oficiales británicos

Los japoneses fueron expulsados de la mayor parte de Birmania en mayo de 1945. Comenzaron entonces las negociaciones con los británicos sobre el desarme de la OAF, que a principios de marzo del mismo año se había transformado en un frente unido formado por las Fuerzas Patrióticas de Birmania, los comunistas y los socialistas, y renombrado como Liga Antifascista por la Libertad del Pueblo (LALP). Si el Gobernador británico de Birmania, Reginald Dorman-Smith, todavía en el exilio en Simla, y el General William Slim se hubieran salido con la suya, el ENB habría sido declarado ilegal y disuelto. Aung San habría sido arrestado como traidor por su cooperación con los japoneses y acusado de crímenes de guerra. Sin embargo, el Comandante supremo aliado Louis Mountbatten quería evitar una guerra civil y asegurar la cooperación de Aung San, quien tenía autoridad sobre miles de tropas altamente politizadas.
Cuando los británicos notaron con alarma que las tropas de las FPB estaban reteniendo armas, listas para pasar a la clandestinidad, se llevaron a cabo negociaciones tensas en una conferencia en Kandy, Ceilán, en septiembre de 1945. Aung San, seis comandantes de las FPB y cuatro representantes políticos de la LALP se reunieron con el Comando Supremo Aliado, donde Lord Mountbatten reconoció la contribución del ENB a la victoria en Birmania para aliviar las tensiones. Los británicos ofrecieron a unos 5.000 veteranos y 200 oficiales de las FPB formar el núcleo de un Ejército de Birmania de posguerra bajo el mando británico en el que se integrarían los batallones coloniales Karen, Kachin y Chin. Al final, solo se seleccionó un pequeño número de tropas de las FPB para el ejército, y la mayoría fueron enviados a casa con dos meses de sueldo.

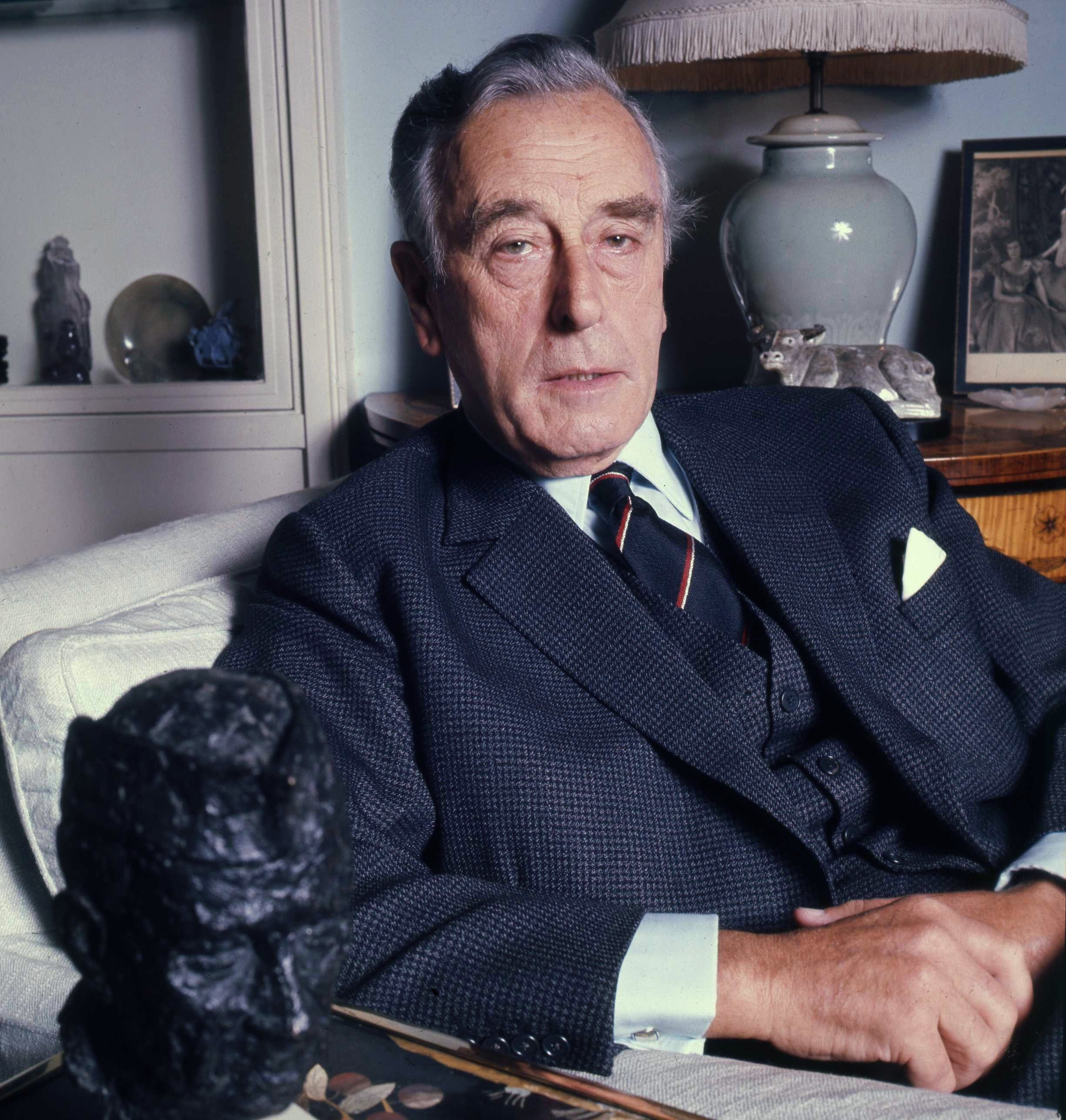
Louis Mountbatten, comandante supremo aliado en el sudeste asiático.

A Aung San le ofreció el rango de inspector general adjunto del Ejército de Birmania, pero se negó a la devolución del gobierno del gobernador Dorman-Smith. Bo Let Ya obtuvo el puesto, mientras que Aung San se convirtió en un líder político civil de la LALP y en el líder de la Organización de Voluntarios del Pueblo (OVP), aparentemente una organización de veteranos del ENB, pero en realidad una fuerza paramilitar que contaba con hasta 50.000 miembros. Aung San se convirtió en jefe de la LALP en 1946 y continuó la lucha más pacífica por la independencia de Birmania hasta su asesinato después de la abrumadora victoria de la LALP en las elecciones a la asamblea constituyente de abril de 1947. Birmania finalmente se independizó el 4 de enero de 1948.

### Significado actual del Ejército Independiente Birmano
El EIB fue el primer paso importante hacia la independencia de Birmania sin las potencias coloniales involucradas, aunque este resultado nunca ocurrió realmente bajo el EIB o sus sucesores. La formación del ejército ayudó a crear fuertes lazos entre el ejército y el gobierno que todavía están presentes en la sociedad birmana de hoy. Además, el EIB logró resultados en su necesidad de unir a los birmanos como una sola nación en lugar de muchos estados más pequeños diferentes. Muchos académicos atribuyen el fracaso del EIB debido a la falta de recursos, la falta de un fuerte control administrativo y el hecho de no incluir las regiones de tierras altas y bajas de Birmania. Sin embargo, el EIB se convirtió en el primer ejército birmano verdaderamente nacional y permanece honrado en Birmania hoy en día, con Aung San y muchos de los Treinta Camaradas vistos como héroes nacionales.